# Ryan Johnston
Pour les articles homonymes, voir Johnston.
Ne doit pas être confondu avec Ryan Johnson (hockey sur glace).
Ryan Johnston (né le 14 février 1992 à Sudbury dans la province d'Ontario au Canada) est un joueur professionnel canadien de hockey sur glace. Il évolue au poste de défenseur.

## Biographie
Après avoir joué deux saisons en tant que junior A avec les Raiders de Nepean, il rejoint à partir de 2012 l'université Colgate et joue trois saisons avec l'équipe des Raiders. En juillet 2015, il signe un contrat de deux ans avec les Canadiens de Montréal et fait ses débuts professionnels avec les IceCaps de Saint-Jean, équipe affiliée aux Canadiens dans la Ligue américaine de hockey durant la saison 2015-2016. Le 5 avril 2016, il joue son premier match dans la Ligue nationale de hockey alors que les Canadiens jouent contre les Panthers de la Floride.

## Vie personnelle
Sa sœur, Rebecca, est une joueuse internationale canadienne de hockey et une double médaillée d'or olympique, et son frère, Jacob, est également un joueur de hockey professionnel. Son oncle Mike est un entraîneur.

## Statistiques
| Saison     | Équipe                | Ligue           |    | Saison régulière | Saison régulière | Saison régulière | Saison régulière | Saison régulière |   | Séries éliminatoires | Séries éliminatoires | Séries éliminatoires | Séries éliminatoires | Séries éliminatoires |
| Saison     | Équipe                | Ligue           | PJ | B                | A                | Pts              | Pun              | PJ               | B | A                    | Pts                  | Pun                  |                      |                      |
| 2010-2011  | Raiders de Nepean     | CCHL            | 58 | 11               | 31               | 42               | 32               | -                | - | -                    | -                    | -                    |                      |                      |
| 2011-2012  | Raiders de Nepean     | CCHL            | 56 | 17               | 54               | 71               | 32               | 18               | 9 | 9                    | 18                   | 8                    |                      |                      |
| 2012-2013  | Université Colgate    | ECAC            | 35 | 0                | 8                | 8                | 30               | -                | - | -                    | -                    | -                    |                      |                      |
| 2013-2014  | Université Colgate    | ECAC            | 37 | 4                | 15               | 19               | 37               | -                | - | -                    | -                    | -                    |                      |                      |
| 2014-2015  | Université Colgate    | ECAC            | 38 | 1                | 14               | 15               | 26               | -                | - | -                    | -                    | -                    |                      |                      |
| 2015-2016  | IceCaps de Saint-Jean | LAH             | 37 | 0                | 12               | 12               | 14               | -                | - | -                    | -                    | -                    |                      |                      |
| 2015-2016  | Canadiens de Montréal | LNH             | 3  | 0                | 0                | 0                | 0                | -                | - | -                    | -                    | -                    |                      |                      |
| 2016-2017  | IceCaps de Saint-Jean | LAH             | 50 | 5                | 13               | 18               | 22               | -                | - | -                    | -                    | -                    |                      |                      |
| 2016-2017  | Canadiens de Montréal | LNH             | 7  | 0                | 0                | 0                | 4                | -                | - | -                    | -                    | -                    |                      |                      |
| 2017-2018  | Luleå HF              | SHL             | 36 | 2                | 9                | 11               | 26               | -                | - | -                    | -                    | -                    |                      |                      |
| 2017-2018  | HC Lugano             | National League | 1  | 0                | 2                | 2                | 0                | 17               | 2 | 8                    | 10                   | 20                   |                      |                      |
| 2018-2019  | Mora IK               | SHL             | 50 | 3                | 19               | 22               | 36               | -                | - | -                    | -                    | -                    |                      |                      |
| 2019-2020  | Steelheads de l'Idaho | ECHL            | 4  | 0                | 1                | 1                | 5                | -                | - | -                    | -                    | -                    |                      |                      |
| 2019-2020  | Gulls de San Diego    | LAH             | 15 | 1                | 5                | 6                | 0                | -                | - | -                    | -                    | -                    |                      |                      |
| 2020-2021  | Iserlohn Roosters     | DEL             | 17 | 3                | 10               | 13               | 10               | -                | - | -                    | -                    | -                    |                      |                      |
| 2021-2022  | HPK Hämeenlinna       | Liiga           | 41 | 4                | 16               | 20               | 81               | 2                | 0 | 1                    | 1                    | 0                    |                      |                      |
| Totaux LNH | Totaux LNH            | Totaux LNH      | 10 | 0                | 0                | 0                | 4                | -                | - | -                    | -                    | -                    |                      |                      |